# Ross-Ade Stadium
 (février 2023).
Si vous disposez d'ouvrages ou d'articles de référence ou si vous connaissez des sites web de qualité traitant du thème abordé ici, merci de compléter l'article en donnant les références utiles à sa vérifiabilité et en les liant à la section « Notes et références ».
Le Ross-Ade Stadium est un stade de football américain situé sur le campus de l'Université Purdue à West Lafayette en Indiana.
Sa capacité est de 61 441 places.
Depuis 1924, ses locataires sont les Boilermakers de Purdue (NCAA Division I Football Bowl Subdivision).